# Soldier's Heart
Soldier's Heart was een Belgische indiepopband rond zangeres Sylvie Kreusch. De bandleden zaten samen op school. De band kwam in 2013 voor het eerst aan de oppervlakte bij een groter publiek toen Soldier's Heart de talentenjacht De Nieuwe Lichting op Studio Brussel won. De band won eerder ook al de Talent Van Het Jaar-award van cultuurwebsite Cutting Edge.
Het nummer "African Fire" eindigde op de 10de plaats van De eindafrekening 2013. 
In 2016 hield de band op te bestaan omdat Kreusch nieuwe paden wilde inslaan. De band speelde op 21 december een afscheidsconcert.
Soldier's Heart speelde onder meer op Pukkelpop, Rock Herk, Leffingeleuren en Rock Olmen.

## Discografie
- 2016 - Night by Night